# Backhaus

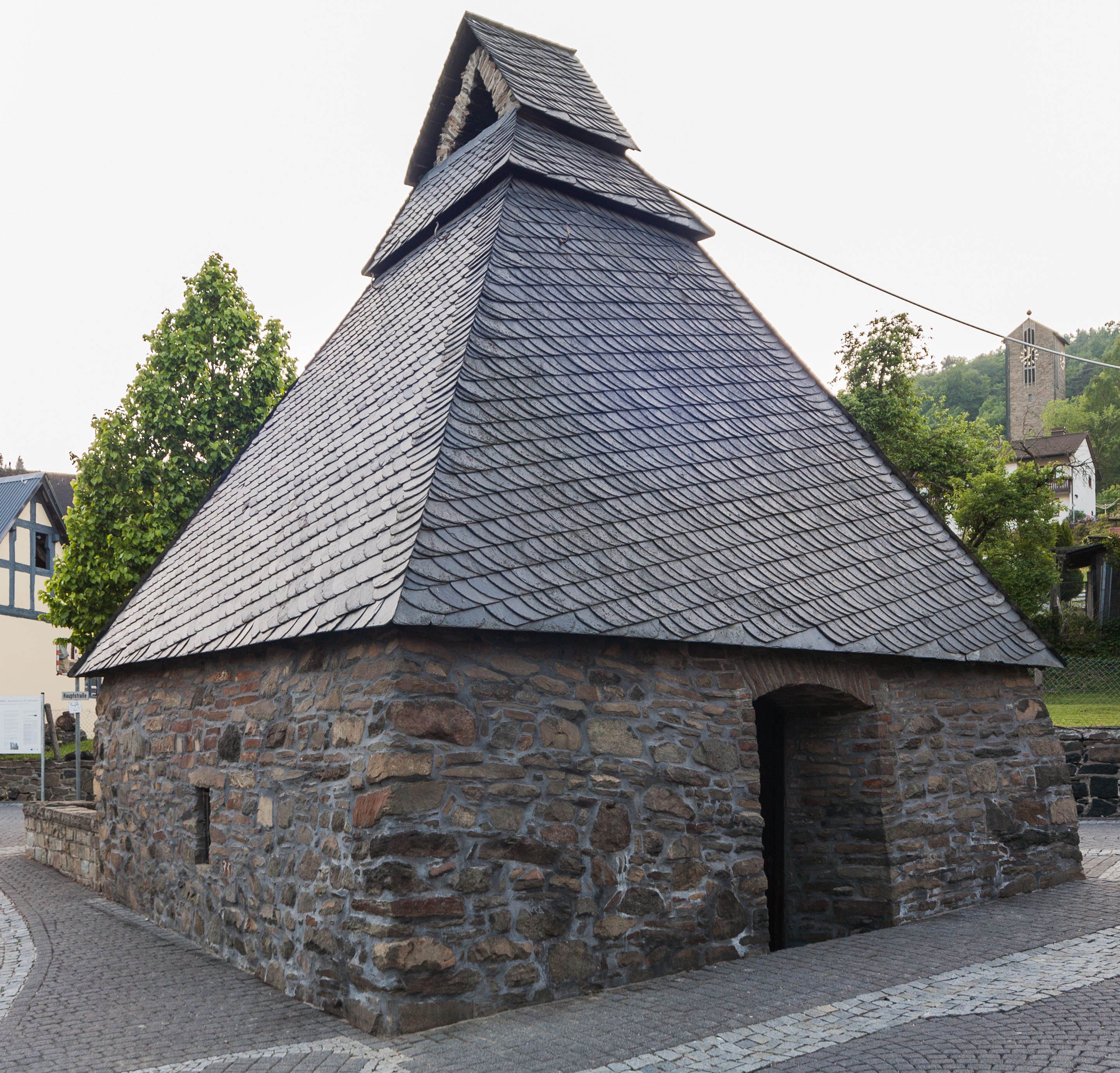
Backhaus in Gönnern (1712), Gemeinde Angelburg Landkrs. Marburg-Biedenkopf

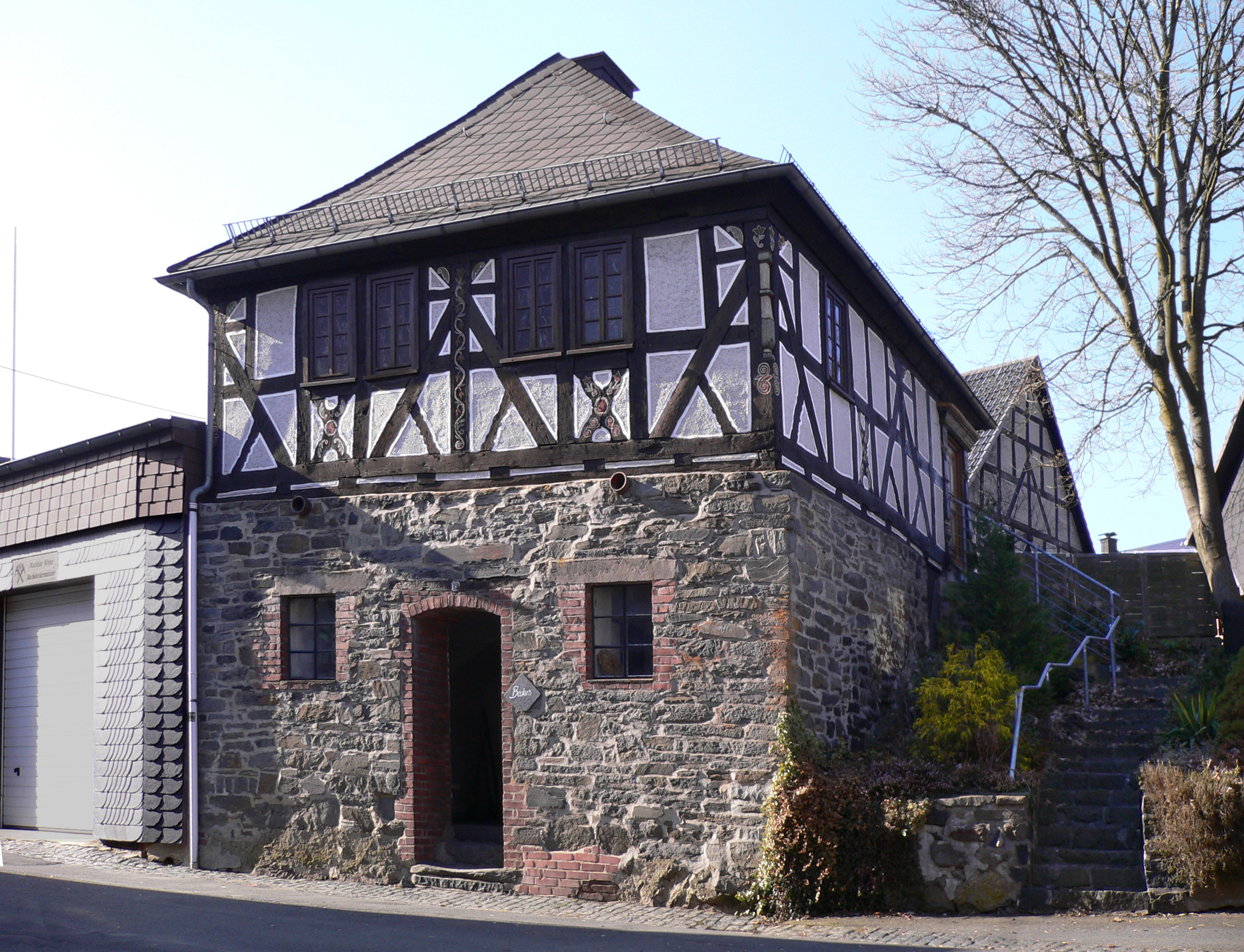
Backhaus und Rathaus in Bad Endbach-Bottenhorn

Ein Backhaus, auch Gemeindebackhaus (in manchen Gegenden Deutschlands „Backes“ genannt; englisch bakehouse, französisch four, spanisch horno oder in der Schweiz auch als Ofenhaus bekannt), stand, da unverzichtbar, ehemals in nahezu jedem Ort; je nach Größe des Dorfes gab es auch zwei. Abgelegene Gehöfte oder Mühlen hatten eigene kleine Backhäuser.
Meist war es ein einfacher Zweckbau mit ein oder zwei eingebauten Backöfen. Backhäuser standen im Ortskern, aber wegen der Brandgefahr in der Regel etwas abseits von der nächsten Bebauung. Einen Sonderfall stellen die Backhäuser in Bad Endbach mit zweigeschossigen Bauten dar, bei denen im Obergeschoss Räume für Bürgermeister und Gemeindevertretung liegen.
Der flachgewölbte Ofen aus Tuffsteinen wurde mit Holz befeuert, die Asche entfernt, und anschließend mit den Teigrohlingen belegt. Der Sauerteig-Brotteig wurde zu Hause zu Laiben geformt und zum Backhaus getragen, wo er gebacken wurde. In manchen Gegenden brachte man den zu Hause vorbereiteten und von feuchten Tüchern bedeckten Teig mit und formte ihn erst im Backhaus zu Laiben. Die Reihenfolge, wer wann backen konnte, wurde eine Woche zuvor ausgelost.

## Geschichte

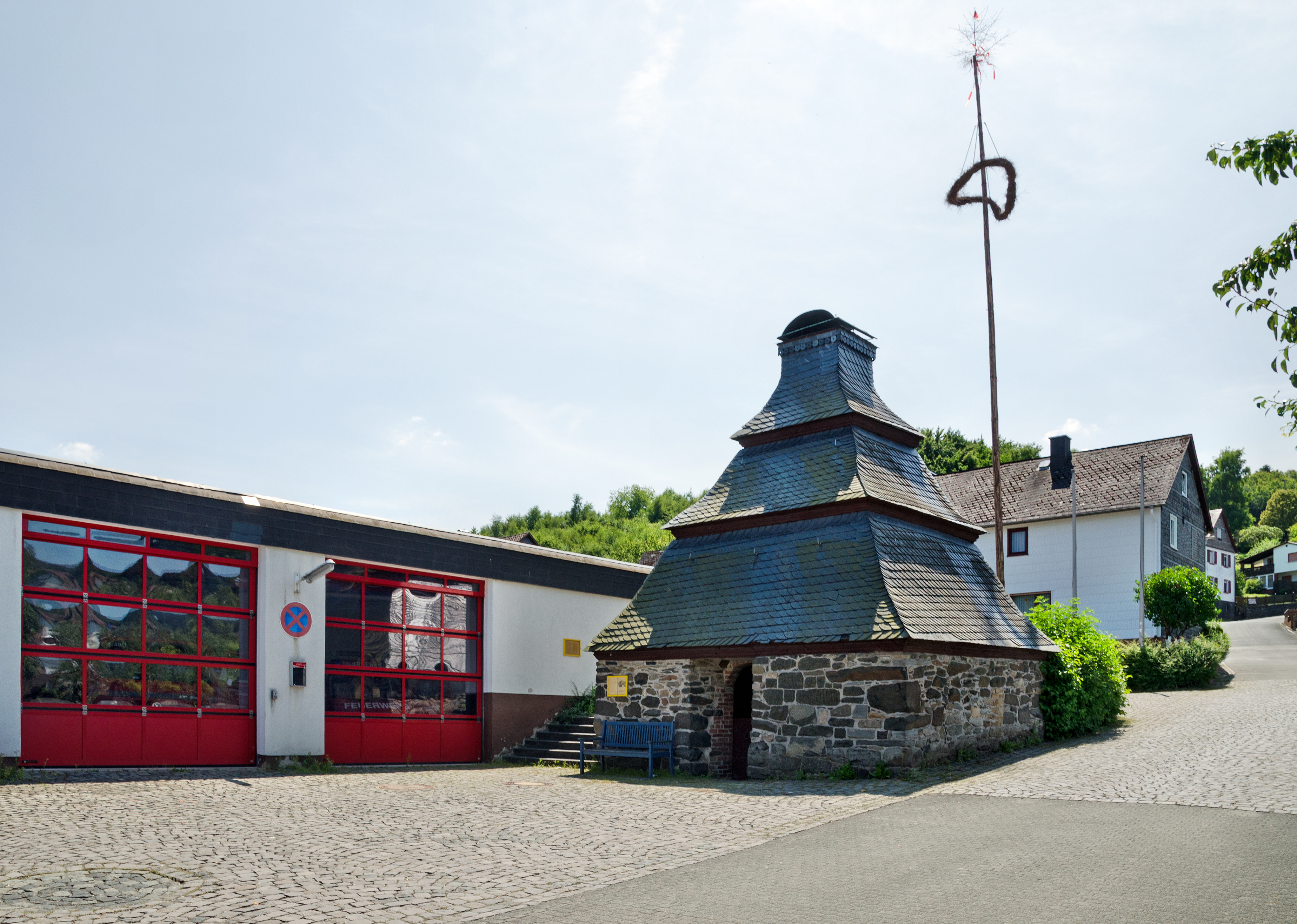
Backhaus im Barockstil vor Feuerwehrgerätehaus in Steinperf Landkrs. Marburg-Biedenkopf

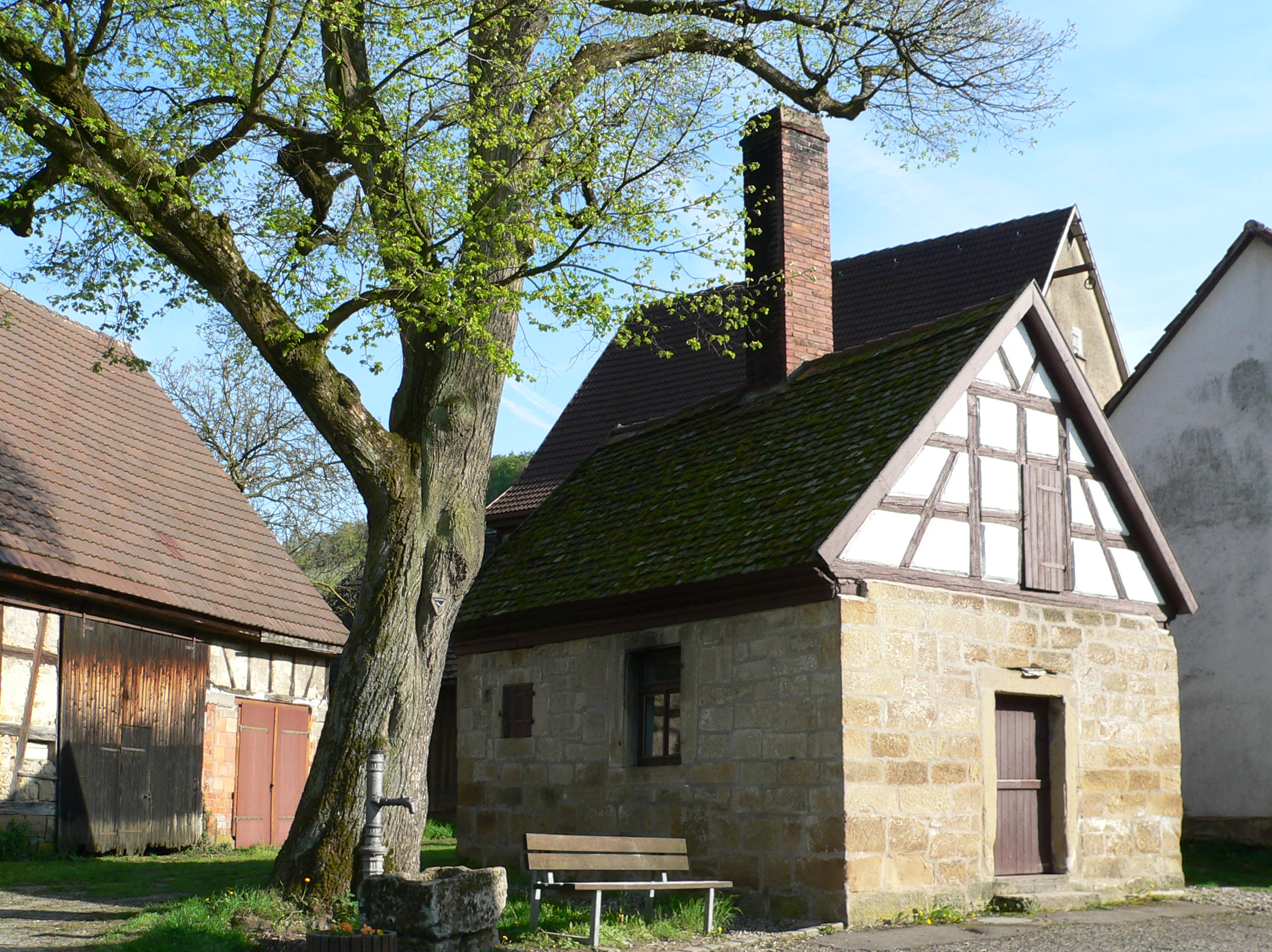
Backhaus in Dahenfeld (1838)

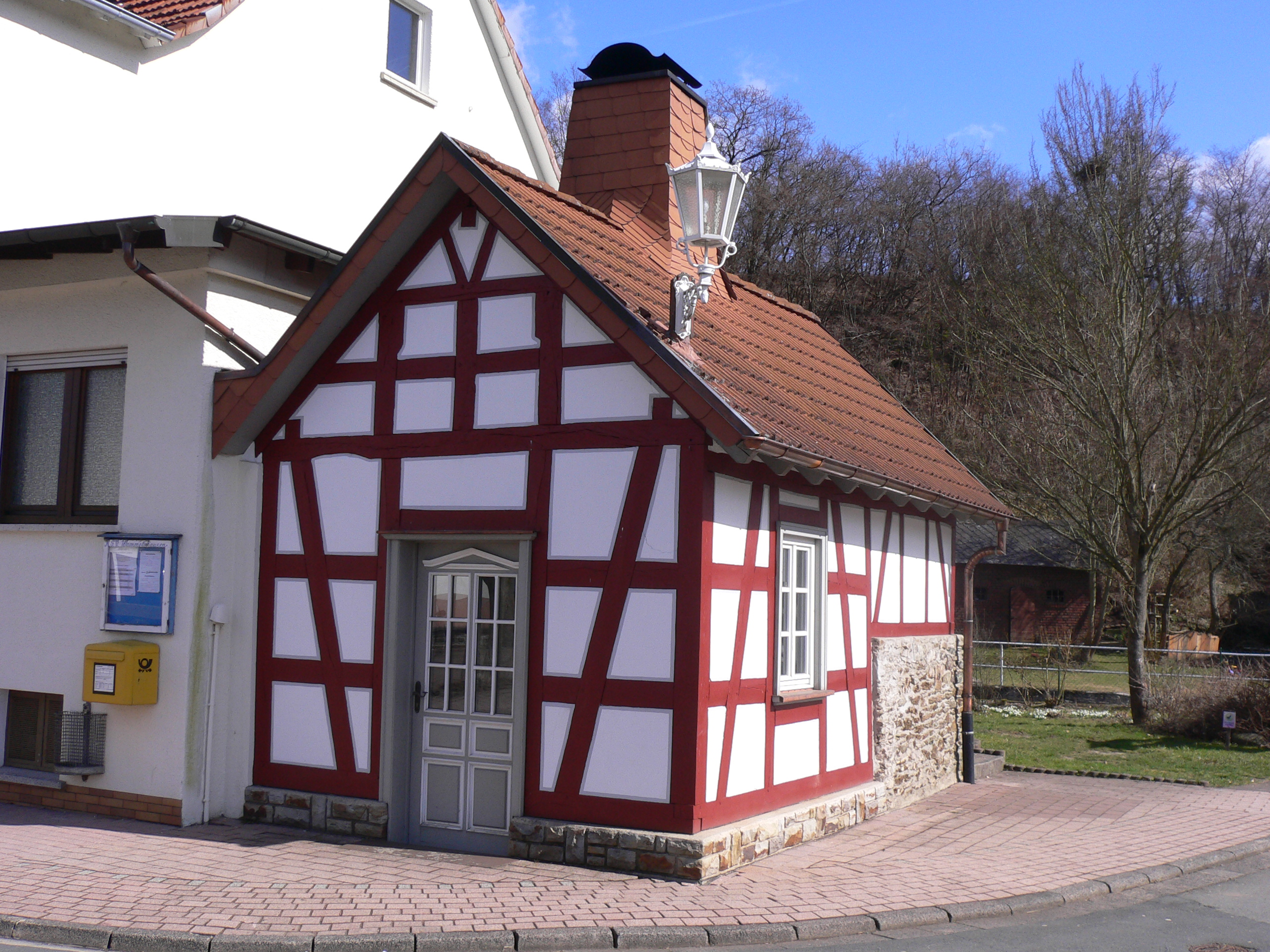
Backhaus in Wommelshausen-Hütte, Bad Endbach

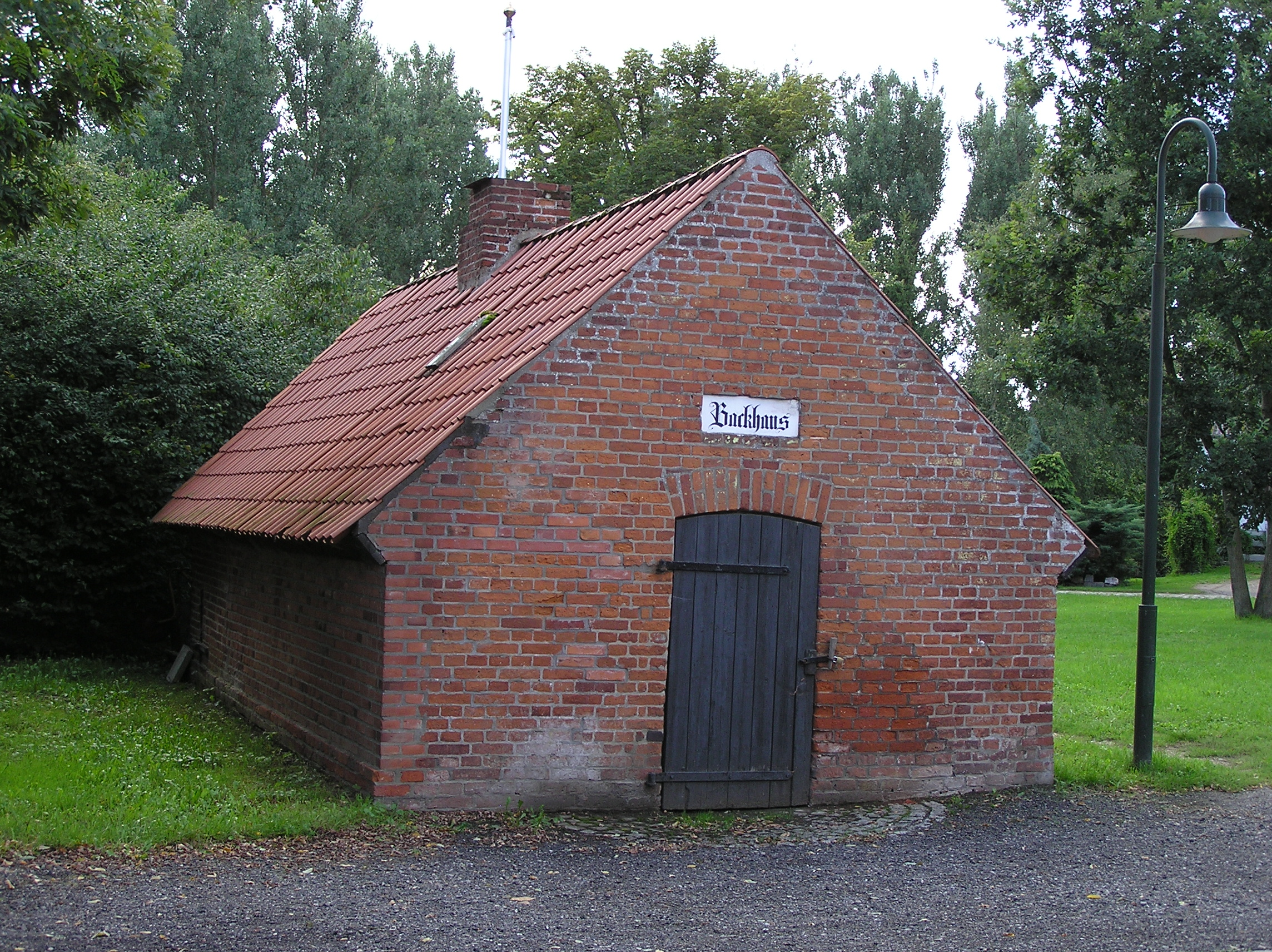
Backhaus in Grabau (Stormarn)

Das Garen von Speisen wie auch das Backen von Brot war ehemals grundsätzlich Frauensache. Ursprünglich wurde der Teig auf heiße Steine gelegt und nach kurzer Zeit gewendet. Später hatte nahezu jedes Haus eine offene Feuerstelle, wo ein Kochkessel aufgehängt werden konnte und – getrennt davon und meist im Hof – einen in der Regel gewölbten Backofen, in dem der Brotteig auf die heißen Steine gelegt wurde und gleichzeitig Oberhitze empfing. Mit der Entwicklung von Städten wurde diese Praxis allmählich aufgegeben und es entstanden die ersten Bäckereien.
Der Ursprung gemeinschaftlich genutzter Backhäuser liegt im Dunkeln; wahrscheinlich gab es sie bereits in der Antike. Im mittelalterlichen Europa sind sie im 14. Jahrhundert nachgewiesen; ihre flächendeckende Verbreitung begann jedoch erst im 17. Jahrhundert, als in mehreren Territorien des Heiligen Römischen Reiches Hausbacköfen wegen der Brandgefahr und des höheren Holzverbrauchs hoheitlich untersagt wurden. Ein weiterer Grund für die Errichtung der Backhäuser bestand darin, die Feuergefahr durch Backen in Einzelhaushalten zu vermindern, dies galt vor allem für Regionen, in denen die tendenziell besonders feuergefährdeten Fachwerk- oder Holzhäuser mit Strohdächern üblich waren.
Neben dem eigentlichen Ofenraum gibt es mancherorts auch Nebenräume, in denen die vor- oder nachbereitenden Arbeiten durchgeführt werden konnten. Die Reihenfolge des Backens wurde jedes Mal durch Lose neu bestimmt, da zum Anheizen des kalten Ofens viel Holz verbraucht wird, während die folgenden Nutzer von der Resthitze profitieren können. Der letzte Nutzer musste den Ofen reinigen.
Die meist wöchentlich stattfindenden Backtage stellten mit ihrer festgelegten Backzeit ein wichtiges, den Zusammenhalt und die Gemeinschaft förderndes Ereignis dar. Beim Warten auf das fertige Brot (seltener auch Kuchen) wurden Neuigkeiten ausgetauscht; oft gab es Sitzbänke im Raum vor dem Ofen. Üblich war auch der Austausch von Backwaren unter den Benutzerinnen und Naturaldarlehen. So konnte man, wenn das Brot ausging, sich Brotlaibe leihen und die entsprechende Menge am Backtag in Broten zurückzahlen. 
Manche Backhäuser waren stattliche Häuser, die auch für andere Zwecke benutzt wurden, so lag mitunter der Raum für den Schulunterricht im ersten Stock des Backhauses oder dort traf sich der Bürgermeister mit dem Gemeinderat.
Kleine private Backhäuser zur Selbstversorgung gab es ferner auf abgelegenen Gehöften, Mühlen oder Weingütern, teilweise auch mehrere in einem Dorf.
In ländlichen Regionen waren Backhäuser bis in die 1960er Jahre verbreitet; in größeren Orten mit eigenen Bäckern wurden viele vorher und auch noch später abgerissen. In jüngster Zeit werden die alten Dorfbackhäuser mancherorts zu touristischen oder dörflich-sozialen Zwecken genutzt, in denen einmal oder mehrmals jährlich „Backhausfeste“ stattfinden. Einwohner backen Brot und andere regionale Backwaren, Touristen backen unter Anleitung selbst.

## Konstruktion und Funktion

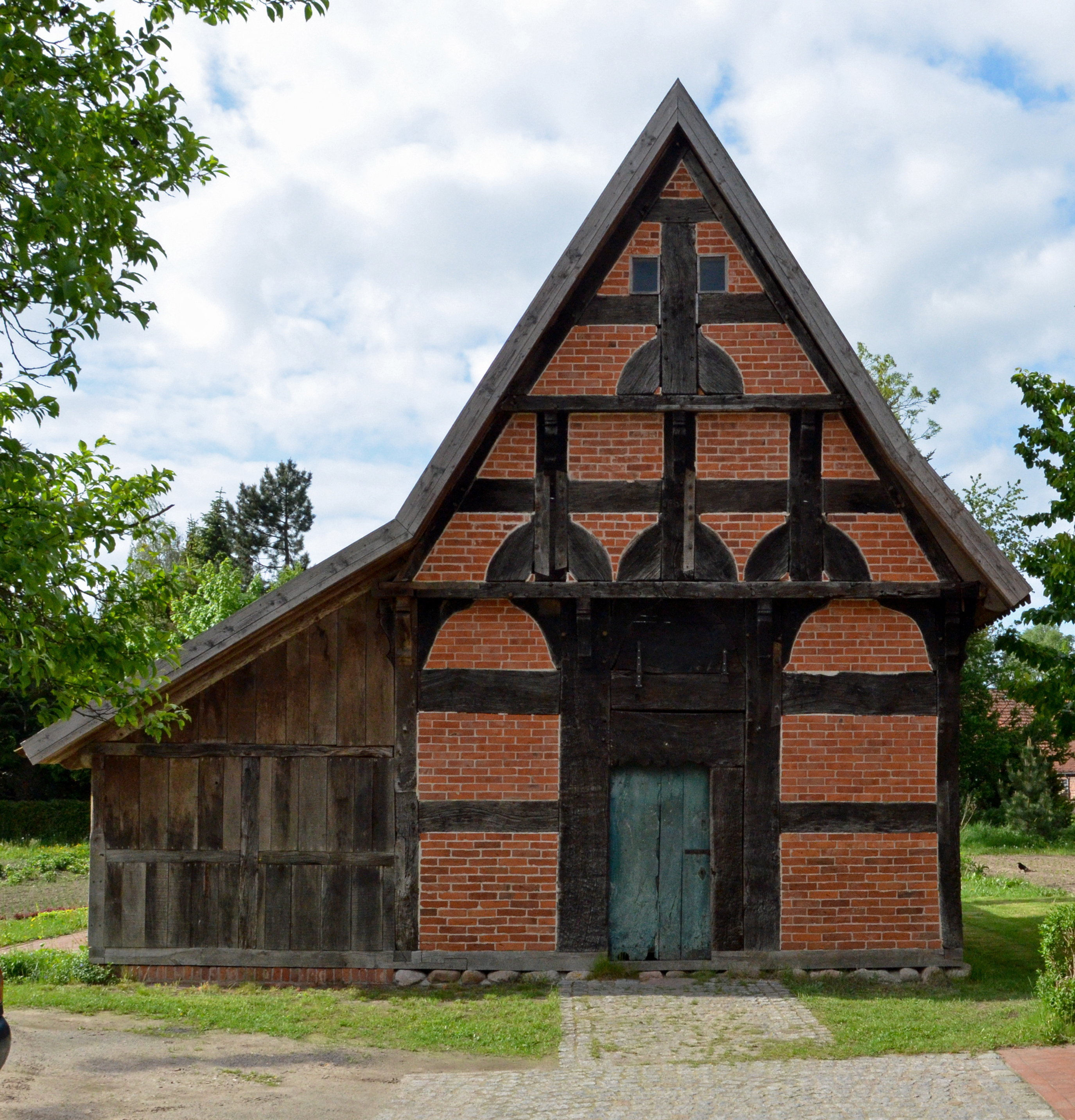
Backhaus in Gessel

Der Bau der regelmäßig mit einem Rauchabzug ausgestatteten und völlig unterschiedlich gestalteten und konstruierten Backhäuser wurde zum Teil von spezialisierten Handwerkern übernommen, die in Einzelfällen sogar Zünfte bildeten. Die teilweise mit besonders feuerfestem Backofenstein ausgekleideten Öfen wurden mit lokal verfügbarem Heizmaterial beheizt, meist Reisig z. B. von Baumkronen (Buchen, Eichen, Baumschnitt von Obstbäume) als Abfall beim Fällen der Bäume, auch Astholz. Vor dem Einbringen der Backware wurde angeheizt; die entstandene Glut wurde vor dem Beschicken entfernt.

## Beispiele

### Deutschland
- Backhäuser in Bad Endbach (Landkreis Marburg-Biedenkopf)
- Backhaus Beinstein, Waiblingen (Rems-Murr-Kreis)
- Gemeindebackhaus Biberach, Heilbronn
- Backhaus Bockhorst, Versmold (Kreis Gütersloh)
- Backhaus Bremthal, Eppstein (Main-Taunus-Kreis)
- Gemeindebackhaus Brücken, Mömbris (Landkreis Aschaffenburg)
- Backhaus Dachtel, Aidlingen (Kreis Böblingen)
- Backhaus Dirmstein (Landkreis Bad Dürkheim)
- Backhaus Eismannsberg, Altdorf bei Nürnberg (Landkreis Nürnberger Land)
- Backhaus Emmershausen, Weilrod (Hochtaunuskreis)
- Backhaus Gessel, Syke (Landkreis Diepholz)
- Backhaus Giesel (Landkreis Fulda)
- Backhaus Grönwohld (Kreis Stormarn)
- Backhaus und Winzerhaus der Hoflößnitz, Radebeul-Oberlößnitz (Landkreis Meißen)
- Backhaus Irresheim, Nörvenich (Kreis Düren)
- Backhaus Laufdorf, Schöffergrund (Lahn-Dill-Kreis)
- Backhaus Alfstraße 32, Lübeck
- Backofen Niedersteinbach, Mömbris (Landkreis Aschaffenburg)
- Backhaus Seißen (Alb-Donau-Kreis)
- Gemeindebackhaus Sontheim, Heilbronn
- Backhaus Stetten im Remstal (Rems-Murr-Kreis)
- Backhaus des Oberdorfes, Wetzlar
- Backhaus des Unterdorfes, Wetzlar
- Backhaus Vagen, Feldkirchen-Westerham (Landkreis Rosenheim)
- Backes Wülscheid, Bad Honnef (Rhein-Sieg-Kreis)

### Belgien
- Backhaus (Recht), Recht, Ortsteil der belgischen Stadtgemeinde Sankt Vith, Provinz Lüttich

### Schweiz
- Backhaus Törbel (Kanton Wallis)